# Крейсера типа «Рейна Кристина»
Крейсера типа «Рейна Кристина»  (или крейсера типа «Альфонс XII») — серия испанских безбронных крейсеров. Принимали участие в испано-американской войне 1898 г.

## История создания
Решая задачи обновления своих колониальных флотилий, Испания в 1880-е гг. планировала строительство, помимо серии восьми «крейсеров 2-го ранга» типа «Веласко», также и трех больших «крейсеров 1-го ранга», которые играли бы для «2-ранговых» роль флагманских кораблей. По другой версии, строительство трех крейсеров 1-го ранга объяснялось исключительно необходимостью занять работой три основные верфи испанского адмиралтейство, освободившиеся после длительного строительства корветов типа «Арагон».
Поскольку суда предназначались для колониальной службы, главное внимание уделялось их мореходным качествам, а не вооружению или защищенности. Корабли также должны были исполнять представительские функции, о чём говорят их названия в честь особ испанского королевского дома — правящего короля Альфонс XII, его здравствующей супруги королевы Регины и первой покойной супруги королевы Мерседес.
В августе 1881 г. в Эль Ферроле были торжественно заложены крейсера «Рейна Кристина» и «Альфонс XII», а в сентябре в Картахене — «Рейна Мерседес». Однако уже в 1885 г. кораблестроительная программа Испании была решительно пересмотрена. Основу испанского флота теперь должны были составлять не слабые безбронные суда для колониальной службы, а хорошо защищенные и сильно вооруженные бронепалубные крейсера. Таким образом, крейсера типа «Рейна Кристина» успели устареть ещё на стапеле. Они были спущены на воду в 1887 г. и их окончательная достройка затянулась на долгие годы. Фактически они начали службу, прежде чем были окончательно укомплектованы.

## Конструкция
Три крейсера отличались друг от друга по водоизмещению, но в целом имели общую конструкцию.
Стальной высокобортный гладкопалубный корпус был выполнен с таранным форштевнем. Две дымовые трубы и три мачты с парусным вооружением. Главным движителем была вращавшая единственный винт паровая машина системы «Компаунд», которую питали 10 паровых котлов. Контрактная скорость кораблей должна была составлять 17 узлов, но на деле уже при испытаниях «Кристина» и «Мерседес» развили при форсированной тяге не более 15 узлов, а «Альфонс» — только 12,5 узла. Фактически после нескольких лет эксплуатации корабли ходили с ходом не более 10 узлов. Запас угля составлял 500 т, что обеспечивало 3 тыс. миль хода.
Основным артиллерийским вооружением являлись шесть нескорострельных 164-мм (6,3-дюймовых) орудий испанской фирмы Онтория (Гонтория), установленные на верхней палубе на выступавших спонсонах по три на каждый борт. Вспомогательное вооружение составляли две 70-мм десантные пушки, три 57-мм и два 42-мм скорострельных орудия Норденфельта и шести 37-мм скорострельных револьверных пушек Гочкиса. Крейсер имел довольно сильное торпедное вооружение — пять надводных 356-мм аппаратов: два в носу один в корме и по одному на каждый борт. Броневая защита отсутствовала. Некоторой защитой могли служить лишь заполненные углем отсеки вдоль ватерлинии у машинного и котельных отделений.

## Служба
С начала своей службы крейсера серии не пользовались популярностью. Командующий испанским флотом Х. Бустаменте писал в 1890 г., что они «не заслуживают даже самого названия военный корабль». Предлагалось превращение безбронных крейсеров в военные транспорты (после переоборудования каждый мог перевозить до тысячи солдат). Однако из-за недостатка Испании боевых кораблей устаревшие крейсера остались в строю в качестве резерва для усиления колониальных эскадр.
После непродолжительной службы в испанских водах корабли действительно были направлены в колонии, где в 1890-е гг. усилилось революционное движение.
«Рейна Кристина» с 1891 г. несла службу флагманом испанской эскадры на Филиппинах, «Рейна Мерседес» и «Альфонс XII» соответственно в 1895 и 1896 гг. были переведены на Кубу. Устаревшие крейсера неплохо проявили себя в морской блокаде охваченных восстаниями колоний, не допуская подвоза повстанцам оружия и боеприпасов, однако несколько лет службы без ремонта в тропических водах серьёзно сказались на их техническом состоянии. Особенно это проявилось с «Альфонсом XII», который пришел в полную негодность и служил в Гаване складским судном.
15 февраля 1898 г. в гавани Гаваны внезапно взорвался зашедший туда с визитом американский броненосный крейсер 
 «Мэн». Со стоявшего рядом «Альфонса XII» были немедленно спущены шлюпки, которые занялись спасением уцелевших американских моряков. Инцидент с «Мэном» стал поводом к испано-американской войне.
1 мая 1898 г. «Рейна Кристина» была потоплена в Манильской бухте в первом же сражении войны — битве при Кавите. «Рейна Мерседес» провоевала дольше, активно участвовала в обороне Сантьяго-де-Куба, пока не была самозатоплена для заграждения фарватера 4 июля 1898 г. «Альфонс XII» не участвовал в боевых действиях, но его орудия были установлены на береговых батареях, которые обстреливали пытавшиеся подойти к Гаване американские корабли. После окончания войны «Альфонс» вернулся в Испанию, где в 1907 г. был исключен из состава флота и разобран. Поднятый и отремонтированный корпус бывшей «Рейны Мерседес» американцы использовали как блокшив до 1957 г.